# Guitarra
Guitarra is een geslacht van sponsdieren uit de klasse van de Demospongiae (gewone sponzen).

## Soorten
- Guitarra abbotti Lee, 1987
- Guitarra antarctica Hentschel, 1914
- Guitarra bipocillifera Brøndsted, 1924
- Guitarra dendyi (Kirkpatrick, 1907)
- Guitarra exoclavata (Lévi, 1993)
- Guitarra fimbriata Carter, 1874
- Guitarra flamenca Carballo & Uriz, 1998
- Guitarra indica Dendy, 1916
- Guitarra isabellae Lee, 1987
- Guitarra laplani Boury-Esnault, Pansini & Uriz, 1993
- Guitarra novaezealandiae Dendy, 1924
- Guitarra sepia Lerner, Hajdu, Custodio & van Soest, 2004
- Guitarra sigmatifera Topsent, 1916
- Guitarra solorzanoi Cristobo, 1998
- Guitarra voluta Topsent, 1904